# FC Zimbru Chișinău
El FC Zimbru Chișinău es un club de fútbol de Moldavia, de la ciudad de Chisináu. Fue fundado en 1947, disputa sus partidos como local en el Stadionul Zimbru y juega en la Superliga de Moldavia, máxima categoría de la liga moldava.
El Zimbru fue el único club moldavo que jugó en la Soviet Top Liga al debutar en 1956 y pasar once temporadas antes de su descenso por última vez en 1983. El equipo ingresó en la Divizia Naţională tras la independencia de Moldavia, donde cuenta en su palmarés con ocho Ligas y seis Copas de Moldavia.

## Historia
Denominaciones
- 1947—1949 — «Dinamo»
- 1950—1957 — «Burevestnik»
- 1958—1965 — «Moldova»
- 1966 — «Avântul»
- 1967—1971 — «Moldova»
- 1972—1990 — «Nistru»
- Desde 1991 — «Zimbru»

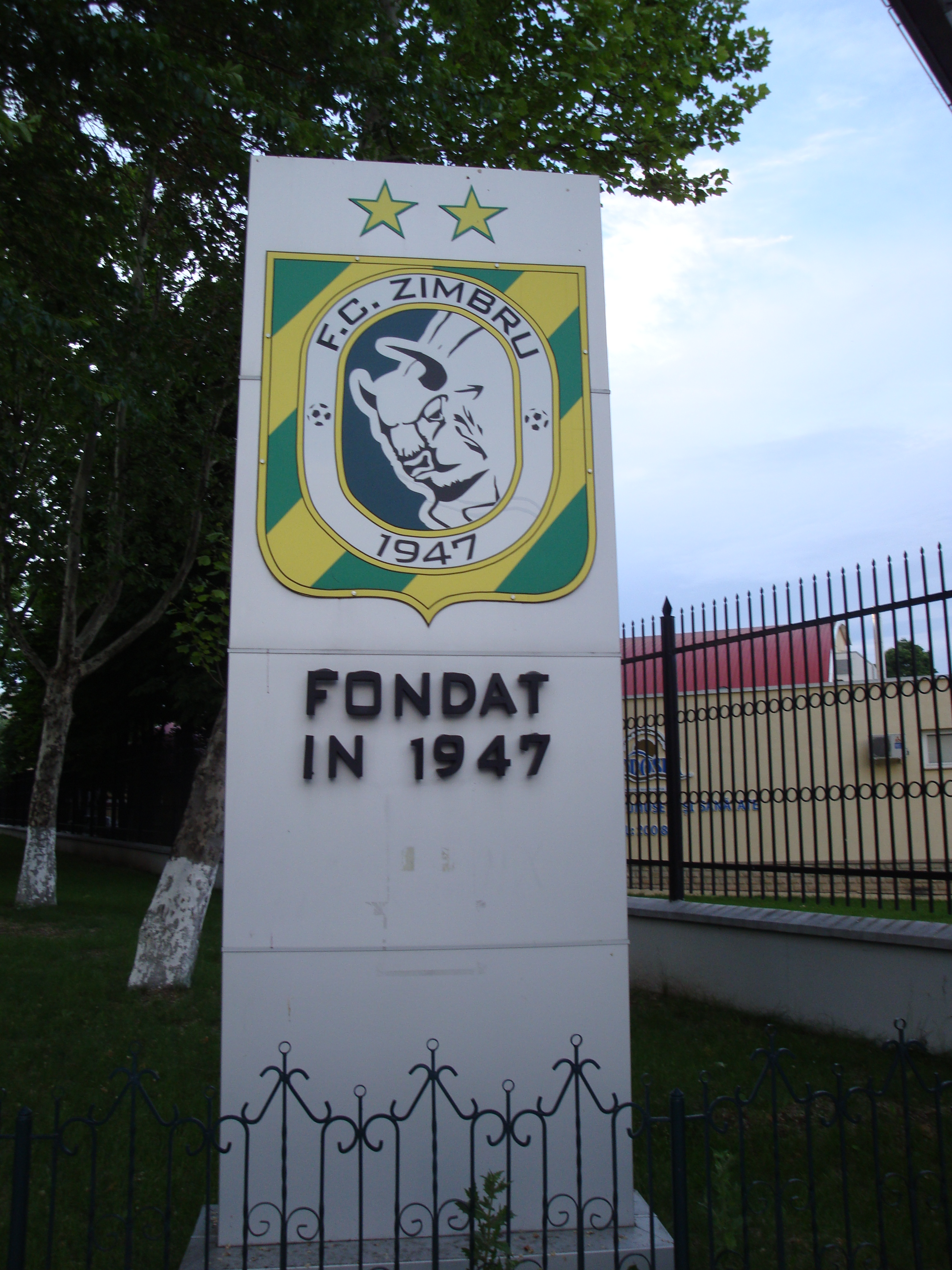
Entrada al Stadionul Zimbru.

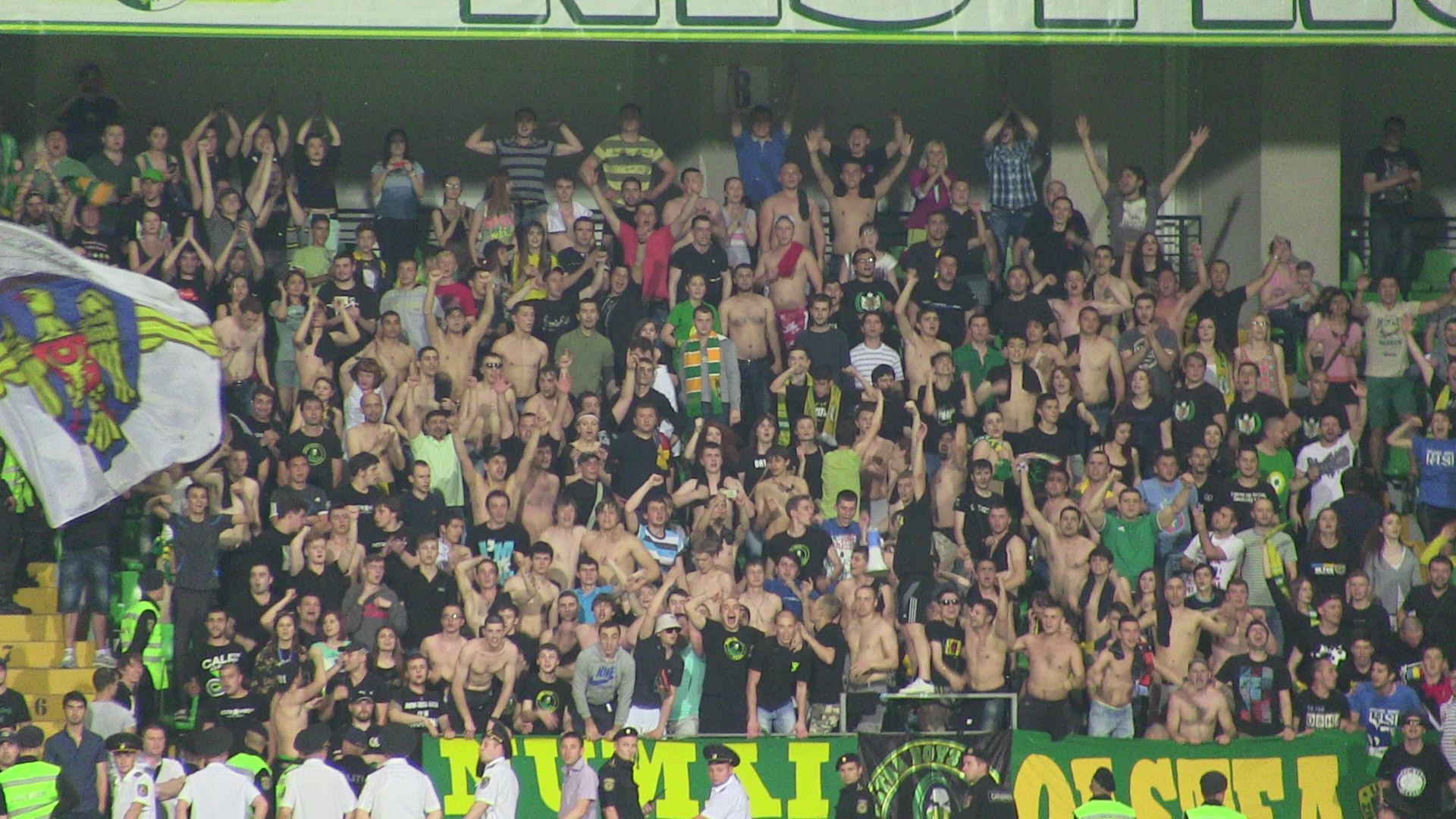
Aficionados del Zimbru.

El club fue fundado el 16 de mayo de 1947 en la República Socialista Soviética de Moldavia como Dinamo Chișinău, inicialmente jugando en la Clase B (segunda categoría) de la liga soviética. En 1955, con el nombre de Burevestnik, logró el ascenso a la máxima categoría y la siguiente temporada alcanzó su mejor clasificación en la liga soviética con un sexto puesto. Su mejor resultado en la Copa de la URSS fue alcanzar los cuartos de final en 1963. En total, el club pasó once temporadas en la liga superior entre 1956 y 1983. 
En 1990 el club adquirió su nombre actual, Zimbru, que es una palabra rumana para referirse a una forma de bisonte europeo. El Zimbru Chișinău fue el gran dominador del fútbol moldavo tras la independencia del país, ganando ocho de las nueve primeras ediciones de liga, incluida la primera edición, una racha que se rompió en 2001 con la irrupción del FC Sheriff Tiraspol. Sumadas a las cuatro copas conquistadas, convierten al Zimbru en el segundo club de fútbol más laureado del país.
El Zimbru también ha ganado la Copa de Moldavia cinco veces, incluyendo un doblete en 1997-98. El club ha participado en la Copa de la UEFA (perdiendo ante el Sparta Praga) y la Liga de Campeones (perdiendo ante el PSV Eindhoven en 1999 y Sparta Praga, nuevamente, en 2000).

## Rivalidades
La mayor rivalidad del Zimbru es con el FC Sheriff Tiraspol, que desde la temporada 2000-01 le arrebató su dominio en el campeonato nacional de liga. Además de una gran rivalidad deportiva, existe una importante rivalidad geográfica y política, ya que el Zimbru es de Chisináu, símbolo y capital de la República de Moldavia, mientras que el Sheriff —propiedad de la empresa homónima de seguridad— es el equipo más importante de la república no reconocida de Transnistria, de fuerte tradición prosoviética.
Sin embargo, en la década de 1990 (la primera década de la independencia de Moldavia), el principal rival del Zimbru fue el otro equipo de Chişinău, el Constructorul. En 2001 el Contructorul se disolvió y terminó la rivalidad. Otras rivalidades son las que mantiene con el Dacia Chișinău y el Olimpia Bălți.

## Uniforme
- Uniforme titular: Camiseta amarilla, pantalón amarillo, medias amarillas.
- Uniforme alternativo: Camiseta verde, pantalón verde, medias verde.[4]

## Entrenadores
- Sergey Eremin (1947–49)
- Peter Stupakov (1955–56)
- Victor Maslov (1956)
- Viktor Novikov (1957)
- Aleksandr Sevidov (1958–59)
- Vasili Sokolov (1960–63)
- Nikolai Glebov (1964)
- Boris Vladimir Tsybin (1965)
- Ivan Zolotukhin (1966)
- Constantin Ryazantsev (1967–68)
- Vladimir Cinkler (1969–70)
- Vasiliy Sokolov (1971)
- Sergei Shaposhnikov (1972)
- Vyacheslav Kirichenko (1972)
- Victor Korolkov (1973–74)
- Anatoli Polosin (1975–78)
- Vyacheslav Kirichenko (1979)
- Vladimir Korolkov (1980–81)
- Leonid Shevchenko (1982–83)
- Anatoli Borsch (agosto de 1983–85)
- Anatoli Polosin (agosto de 1985)
- Vladimir Cinkler (1986)
- Vladimir Yemets (1987)
- Ahmad Alaskarov (1989–90)
- Pavel Cebanu (1990–91)
- Ion Caras (1991)
- Serghei Sirbu (1992–93)
- Vyacheslav Kirichenko (1993–94)
- Aleksandr Spiridon (1994–96)
- Ion Caras (1996–97)
- Semen Altman (1997–99)
- Alexander Skripnik (1999–00)
- Aleksandr Spiridon (2000–01)
- Vladimir Weber (2001)
- Nikolay Mandričenko (2001–02)
- Gabriel Stan (2002–03)
- Serghei Sirbu (2003)
- Boris Tropanet (2003)
- Gheorghe Niculescu (2003–05)
- Ivan Tabanov (2005–07)
- Alexandru Curtianu (2007) (interino)
- Oleksandr Sevidov (2007–08)
- Ion Caras (2008–09)
- Ivan Tabanov (2009–11)
- Serghei Stroenco (2011–junio 12)
- Oleg Bejenari (junio–julio 12)
- Sergiu Sîrbu (interino) (julio–octubre 12)
- Oleg Fistican (octubre–diciembre de 2012)
- Serghei Dubrovin (enero de 2013–marzo de 2013)
- Serghei Cleşcenco (abril de 2013–septiembre de 2013)
- Oleg Kubarev (septiembre de 2013–diciembre de 2014)
- Veaceslav Rusnac (diciembre de 2014-junio de 2015)
- Stefan Stoica (junio de 2015-noviembre de 2015)
- Veaceslav Rusnac (interino) (noviembre de 2015-enero de 2016)
- Simão Freitas (enero de 2016-mayo de 2016)
- Denis Romanenco (interino) (mayo de 2016)
- Flavius Stoican (mayo de 2016-septiembre de 2016)
- Veaceslav Rusnac (septiembre de 2016-enero de 2017)
- Stefan Stoica (enero de 2017-julio de 2017)
- Iurie Osipenco (julio de 2017-diciembre de 2017)
- Vladimir Aga (febrero de 2018-junio de 2018)
- Sorin Colceag (agosto de 2018-julio de 2019)[5]
- Vladimir Aga (julio de 2019-octubre de 2019)
- Veaceslav Sofroni (interino) (octubre de 2019-noviembre de 2019)
- Sandro Pochesci (diciembre de 2019-febrero de 2020)
- Giovanni Scanu (febrero de 2020-marzo de 2020)
- Vlad Goian (junio de 2020-octubre de 2020)
- Simeon Bugeanu (interino) (octubre de 2020-enero de 2021)
- Vlad Goian (enero de 2021-noviembre de 2021)
- Michele Bon (noviembre de 2021-junio de 2022)
- Vlad Goian (junio de 2022-agosto de 2022)
- Lilian Popescu (agosto de 2022-)

## Palmarés

### Torneos nacionales
- Liga de Moldavia (8):

1992, 1993, 1994, 1995, 1996, 1998, 1999, 2000
- Copa de Moldavia (6):

1997, 1998, 2003, 2004, 2007, 2014
- Supercopa de Moldavia (1):

2014

## Participación en competiciones de la UEFA

### UEFA Champions League
| Temporada | Ronda      | Club                  | Casa | Visita | Global |
| --------- | ---------- | --------------------- | ---- | ------ | ------ |
| 1993–94   | Preliminar | Beitar Jerusalem      | 1–1  | 0–2    | 1–3    |
| 1998–99   | 1          | Újpest FC             | 1–0  | 1–3    | 2–3    |
| 1999–00   | 1          | St Patrick's Athletic | 5–0  | 5–0    | 10–0   |
| 1999–00   | 2          | Dinamo Tbilisi        | 2–0  | 1–2    | 3–2    |
| 1999–00   | 3          | PSV                   | 0–0  | 0–2    | 0–2    |
| 2000–01   | 1          | KF Tirana             | 3–2  | 3–2    | 6–4    |
| 2000–01   | 2          | Maribor               | 2–0  | 0–1    | 2–1    |
| 2000–01   | 3          | Sparta Praga          | 0–1  | 0–1    | 0–2    |

### UEFA Cup
| Temporada | Ronda      | Club                 | Casa | Visita       | Global  |
| --------- | ---------- | -------------------- | ---- | ------------ | ------- |
| 1994–95   | Preliminar | Honvéd               | 0–1  | 1–4          | 1–5     |
| 1995–96   | Preliminar | Hapoel Tel Aviv FC   | 2–0  | 0–0          | 2–0     |
| 1995–96   | 1          | RAF Jelgava          | 2–0  | 0–0          | 2–0     |
| 1995–96   | 2          | Sparta Praga         | 0–2  | 3–4          | 3–6     |
| 1996–97   | Preliminar | Hajduk Split         | 0–4  | 1–2          | 1–6     |
| 1999–00   | 1          | Tottenham Hotspur FC | 0–0  | 0–3          | 0–3     |
| 2000–01   | 1          | Hertha BSC Berlin    | 1–2  | 0–2          | 1–4     |
| 2001–02   | Preliminar | Gaziantepspor        | 0–0  | 1–4          | 1–4     |
| 2002–03   | Preliminar | IFK                  | 3–1  | 2–2          | 5–3     |
| 2002–03   | 1          | Real Betis           | 0–2  | 1–2          | 1–4     |
| 2003–04   | Preliminar | Litex Lovech         | 2–0  | 0–0          | 2–0     |
| 2003–04   | 1          | Aris                 | 1–1  | 1–2          | 2–3     |
| 2006–07   | 1          | Qarabağ              | 1–1  | 2–1 (a.e.t.) | 3–2     |
| 2006–07   | 2          | Metalurh Zaporizhya  | 0–0  | 0–3          | 0–3     |
| 2007–08   | 1          | Artmedia Bratislava  | 2–2  | 1–1          | 3–3 (a) |

### UEFA Europa League
| Temporada | Ronda            | Club               | Casa | Visita | Global         |
| --------- | ---------------- | ------------------ | ---- | ------ | -------------- |
| 2009–10   | Clasificatoria 1 | Okzhetpes          | 1–2  | 2–0    | 3–2            |
| 2009–10   | Clasificatoria 2 | Paços de Ferreira  | 0–0  | 0–1    | 0–1            |
| 2012–13   | Clasificatoria 1 | Bangor City        | 2-1  | 0-0    | 2-1            |
| 2012–13   | Clasificatoria 2 | BSC YB             | 1-0  | 0-1    | 1-1 (1-4 pen.) |
| 2014/15   | Clasificatoria 1 | Shkëndija          | 2-0  | 1-2    | 3-2            |
| 2014/15   | Clasificatoria 2 | CSKA Sofia         | 0-0  | 1-1    | 1-1 (a)        |
| 2014/15   | Clasificatoria 3 | Grödig             | 0-1  | 2-1    | 2-2 (a)        |
| 2014/15   | Play-off         | PAOK               | 1-0  | 0-4    | 1-4            |
| 2016/17   | clasificatoria 1 | Chikhura Sachkhere | 0–1  | 3–2    | 3–3 (a)        |
| 2016/17   | Clasificatoria 2 | Osmanlıspor        | 2–2  | 0–5    | 2–7            |

### UEFA Cup Winners' Cup
| Temporada | Ronda          | Club             | Casa | Visita | Global |
| --------- | -------------- | ---------------- | ---- | ------ | ------ |
| 1997–98   | Clasificatoria | Shakhtar Donetsk | 1–1  | 0–3    | 1–4    |

### UEFA Conference League
| Temporada | Ronda            | Club           | Casa | Visita | Global |
| --------- | ---------------- | -------------- | ---- | ------ | ------ |
| 2023–24   | Clasificatoria 1 | La Fiorita     | 1–0  | 1–1    | 2–1    |
| 2023–24   | Clasificatoria 2 | Fenerbahçe     | 0−4  | 0–5    | 0−9    |
| 2024-25   | Clasificatoria 2 | Ararat-Armenia | 0-3  | 1-3    | 1-6    |
| 2024-25   | Clasificatoria 2 | Astana         | 0-2  | 1-1    | 1-3    |